# Гельсингфорсская улица
Гельсингфо́рсская улица — проезд в МО «Сампсониевское» Выборгского района города Санкт-Петербурга. Проходит по территории исторического района Выборгская сторона от Большого Сампсониевского проспекта до Выборгской набережной.

## История
Улица известна с 1798 года как Крусов переулок (другие варианты названия — Крузов переулок, Грузов переулок, улица Крузова). Первое название дано по фамилии владельца одного из домов, надворного советника Якова Семеновича Крузе. В период с 1829 по 1835 года улица носила название Кожевенный переулок (название дано по располагавшемуся рядом кожевенному заводу). С 1849 по 1859 год улица именовалась Вновьпроложенной. 
14 июля 1859 года улица получила современное название по названию современного Хельсинки на шведском языке (швед. Helsingfors).

## Пересечения
Гельсингфорсская улица на всём протяжении не имеет пересечений (от Большого Сампсониевского проспекта до Выборгской набережной).

## Транспорт
По Гельсингфорсской улице не осуществляется движение общественного городского транспорта. 
Ближайшая станция метро — «Выборгская» 1-й линии Петербургского метрополитена. 
Ближайшая остановка городского общественного транспорта «Гельсингфорсская улица» расположена на Большом Сампсониевском проспекте. В данном пункте остановку осуществляет автобус, следующий по маршруту № 86.

### Водный транспорт
Юго-западнее улицы расположен причал  Выборгская наб., 43 — остановочный пункт на Приморской линии городского водного транспорта Санкт-Петербурга.

## Достопримечательности и значимые объекты
- Военный институт физической культуры — создан в 1909 году по указу императора Николая II как Главная гимнастическо-фехтовальная школа[6].
- Прядильно-ниточный комбинат «Красная нить» — бывшая бумагопрядильня купца Торшилова. Основан в 1849 году гостинодворским купцом 2-й гильдии Иваном Ивановичем Торшиловым[7]. В 1911 году по проекту архитектора Н. В. Васильева возведён пятиэтажный ткацкий корпус[7] (арх. А. Н. Роков, 1849; Е. Е. Аникин, 1872; Н. В. Васильев, 1911)[8][7].  памятник архитектуры (вновь выявленный объект)[9]
- Деловой центр NEVKA — Гельсингфорсская улица, дом 3, корпус 11, лит. Д.
- Телефонный завод «Л. М. Эриксон и Ко» / завод «Красная Заря» — основан 31 декабря 1897 года[10][7] (арх. К. К. Шмидт, 1899, 1910—1913)[11].  памятник архитектуры (вновь выявленный объект)[9]